# جنارو ریگلی
جنارو ریگلی (ایتالیایی: Gennaro Righelli; ۱۲ دسامبر ۱۸۸۶ – ۶ ژانویهٔ ۱۹۴۹) کارگردان، هنرپیشه، فیلم‌نامه‌نویس و تدوین‌گر اهل ایتالیا بود.
او بین سال‌های ۱۹۱۰ تا ۱۹۴۷ بیش از ۱۱۰ فیلم را در ایتالیا و آلمان کارگردانی کرد. او با ماریا یاکوبینی، بازیگر سینما ازدواج کرد. همسر وی اغلب در فیلم‌های او نقش آفرینی می‌کرد.
از فیلم‌ها یا برنامه‌های تلویزیونی که وی در آن نقش داشته‌است می‌توان به صدای بی رخ و ترانه عشق اشاره کرد.

### فیلم‌شناسی برگزیده
- سونگالی (۱۹۲۷)
- هیموه (۱۹۲۷)
- آهنگ عشق (۱۹۳۰)
- ناوگان آبی (۱۹۳۲)
- آقای دیزایر (۱۹۳۴)
- آن دو (۱۹۳۵)
- پیک پادشاه (۱۹۴۷)